# Гъдулка
Гъдулката е музикален инструмент от групата на струнните лъкови инструменти.
Характерна е за българската фолклорна музика. Звукоизвличането става с помощта на лък. Съществуват два вида гъдулки. Обикновената има три, а понякога и четири основни струни, на които се свири. Под тях са прикрепени допълнителни резониращи струни. По-малкият вариант (наричан още „копанка“) е характерен за Добруджа и има само три основни струни.
Голямата популярност на гъдулката се обуславя от използването ѝ като солов и ансамблов инструмент, а също така и за съпровод на народни песни.
Гъдулките се изработват от цяло парче дърво и имат крушовидна форма. Всичките ѝ части се издялкват след което се издълбава корпусът. Горната част от овалната форма завършва с разширение, наречено „глава“. На главата, която има формата на кръг, детелина или правоъгълник се намират дървените ключове за затягане на струните. Над отворената част на корпуса има резонираща пластина, наричана „дъска“ или „капак“ с два овални отвора, наричани „очи“. Струните се прикрепват към корпуса посредством „кокалче“. Инструментът може да има 3, 4, 5 или 6 струни, направени от животински черва или метал, като обикновено е с 3 или 4 струни.
Тонът на гъдулката се получава чрез движението на лъка по струните. Той има извита форма и е изработен от дърво и конски косми. Всички струни на гъдулката се притискат с обратната страна на нокътя.
В средните музикални училища в България обучението по гъдулка се въвежда най-напред в СМУ „Панайот Пипков“, гр. Плевен – 1966 г., а след това в гр. Котел – 1967 г. и село Широка лъка – 1970 г. От 1972 г. във ВМПИ в гр. Пловдив се разкрива специалността „Народни инструменти и народно пеене“ и започва подготовка на специалисти с висше образование по гъдулка.

## Други
На гъдуларството е наречена улица „Гъдуларче“ в квартал „Орландовци“ в София (Карта).